# A Digitális Irodalmi Akadémia tagjainak listája
Ebben a listában találhatók meg azok a magyar költők, írók, akiket a Digitális Irodalmi Akadémia tagjaivá (korábbi nevükön: Digitális Halhatatlanok sorába) választottak, vagy annak a kezdetektől tagjai voltak.
- 2020 júniusában DIA tagjai rendkívüli szavazási eljárással hozzájárultak ahhoz, hogy tárgyalások kezdődjenek 113 magyarországi, határon túli és emigráns alkotó posztumusz akadémiai tagságáról. A PIM főigazgatója által szavazásra felterjesztettek listája széles körben lezajlott jelölési folyamat után, öttagú, eseti szakmai bizottság döntésével alakult ki. A jelenlegi állapot szerint posztumusz tagjelöltek: Bakucz József, Berda József, Borbély Szilárd, Cs. Szabó László, Dutka Ákos, Fábry Zoltán, Fekete István, Fülep Lajos, Gérecz Attila, Grendel Lajos, Hajas Tibor, Hamvas Béla,  Herczeg Ferenc, Hernádi Gyula, Horváth Elemér, Ignácz Rózsa, Illés Endre, Károlyi Amy, Kemenczky Judit, Képes Géza, Kerényi Károly, Kiss Tamás, Arthur Koestler, Kondor Béla, Kónya Lajos, Kós Károly, Kosztolányi Dezsőné Harmos Ilona, Kristóf Ágota, Kovács Vilmos, Lénárd Sándor, Lengyel József, Lengyel Menyhért, Lesznai Anna, Makkai Ádám, Márai Sándor, Mészöly Dezső, Mollináry Gizella, Monoszlóy Dezső, Páll Lajos, Polcz Alaine, Ratkó József, Réz Pál, Rubin Szilárd, Sarkadi Imre, Sík Sándor, Simon István, Simonyi Imre, Sinka István, Sulyok Vince, Szabó Zoltán, Székely János, Székely Magda, Szepes Mária, Szepesi Attila, Sziveri János, Tamkó Sirató Károly, Tar Sándor, Tollas Tibor, Tóth Bálint, Tűz Tamás, Várkonyi Nándor, Veres Péter, Wass Albert, Weöres Sándor és Zilahy Lajos.[1]
- 2020 novemberében a járványügyi korlátozások miatt a tagok e-mailben, illetve levélben döntöttek az új tagok felvételről. Új tagok: Bereményi Géza, Csaplár Vilmos, Kukorelly Endre és Tóth Krisztina. Ténylegesen posztumusz DIA-taggá vált Albert Gábor, Balázs József, Bálint Tibor, Bánffy Miklós, Békés Pál, Beney Zsuzsa, Bibó István, Bodor Béla, Bojtár Endre, Csalog Zsolt, Csengey Dénes, Cseres Tibor, Csiki László, Daday Loránd, Devecseri Gábor, Domokos Mátyás, Ember Mária, Erdély Miklós, Erdélyi József, Fodor András, Galgóczi Erzsébet, Gion Nándor, Keszthelyi Rezső, Kolozsvári Papp László, Száraz György és Szécsi Margit.[1]
- 2021 decemberében a járványügyi korlátozások ismét e-mailben, illetve levélben lezajlott szavazás alapján a DIA új tagjai: Kemény István, Király László, Márton László és Végel László. Ténylegesen posztumusz DIA-taggá vált Bajor Andor, Balassa Péter, Cs. Gyimesi Éva, Csokits János, Csurka István, Eörsi István, Féja Géza, Géher István, Gombos Gyula, Heltai Jenő, Herceg János, Hervay Gizella, Karátson Gábor, Karinthy Ferenc, Kodolányi János, Mécs László, Molnár Ferenc, Rónay György és Szabó István.[1]
- 2022-ben ténylegesen posztumusz DIA-taggá vált Farkas Árpád, Oláh János, Papp Tibor, Remenyik Zsigmond, Szilágyi Domokos, Szőcs Géza és Tatay Sándor.[1]
- 2023-ban ténylegesen posztumusz DIA-taggá vált Csanádi Imre, Nagy Lajos, Sinkó Ervin és Szathmári Sándor.[1]
- 2024-ben ténylegesen posztumusz DIA-taggá vált Nyirő József és Szép Ernő.[1]

## Tagjai
| Név                    | Születés éve | Halál éve | Taggá válás éve | Jegyzet    |
| ---------------------- | ------------ | --------- | --------------- | ---------- |
| Ágh István             | 1938         |           | 1998            | alapító    |
| Albert Gábor           | 1929         | 2017      | 2020            | posztumusz |
| Áprily Lajos           | 1887         | 1967      | 2017            | posztumusz |
| Bajor Andor            | 1927         | 1991      | 2021            | posztumusz |
| Baka István            | 1948         | 1995      | 2015            | posztumusz |
| Balassa Péter          | 1947         | 2003      | 2021            | posztumusz |
| Balázs József          | 1944         | 1997      | 2020            | posztumusz |
| Bálint Tibor           | 1932         | 2002      | 2020            | posztumusz |
| Balla Zsófia           | 1949         |           | 2016            |            |
| Bánffy Miklós          | 1873         | 1950      | 2020            | posztumusz |
| Bari Károly            | 1952         |           | 2019            |            |
| Békés Pál              | 1956         | 2010      | 2020            | posztumusz |
| Bella István           | 1940         | 2006      | 2003            |            |
| Beney Zsuzsa           | 1930         | 2006      | 2020            | posztumusz |
| Bereményi Géza         | 1946         |           | 2020            |            |
| Bertha Bulcsu          | 1935         | 1997      | 1999            | posztumusz |
| Bertók László          | 1935         | 2020      | 1998            | alapító    |
| Bibó István            | 1911         | 1979      | 2020            | posztumusz |
| Bodor Ádám             | 1936         |           | 1998            | alapító    |
| Bodor Béla             | 1954         | 2010      | 2020            | posztumusz |
| Bojtár Endre           | 1940         | 2018      | 2020            | posztumusz |
| Buda Ferenc            | 1936         |           | 2013            |            |
| Czakó Gábor            | 1942         | 2024      | 2020            |            |
| Cs. Gyimesi Éva        | 1945         | 2011      | 2021            | posztumusz |
| Csalog Zsolt           | 1935         | 1997      | 2020            | posztumusz |
| Csanádi Imre           | 1920         | 1991      | 2023            | posztumusz |
| Csaplár Vilmos         | 1947         |           | 2020            |            |
| Csengey Dénes          | 1953         | 1991      | 2020            | posztumusz |
| Cseres Tibor           | 1915         | 1993      | 2020            | posztumusz |
| Csiki László           | 1944         | 2008      | 2020            | posztumusz |
| Csokits János          | 1928         | 2011      | 2021            | posztumusz |
| Csoóri Sándor          | 1930         | 2016      | 1998            | alapító    |
| Csorba Győző           | 1916         | 1995      | 2000            | posztumusz |
| Csukás István          | 1936         | 2020      | 2000            |            |
| Csurka István          | 1934         | 2012      | 2021            | posztumusz |
| Daday Loránd           | 1893         | 1954      | 2020            | posztumusz |
| Darvasi László         | 1962         |           | 2011            |            |
| Déry Tibor             | 1894         | 1977      | 2016            | posztumusz |
| Devecseri Gábor        | 1917         | 1971      | 2020            | posztumusz |
| Dobai Péter            | 1944         |           | 2020            |            |
| Dobos László           | 1930         | 2014      | 1998            | alapító    |
| Domokos Mátyás         | 1928         | 2006      | 2020            | posztumusz |
| Ember Mária            | 1931         | 2001      | 2020            | posztumusz |
| Eörsi István           | 1931         | 2005      | 2021            | posztumusz |
| Erdély Miklós          | 1928         | 1986      | 2020            | posztumusz |
| Erdélyi József         | 1896         | 1978      | 2020            | posztumusz |
| Esterházy Péter        | 1950         | 2016      | 1998            | alapító    |
| Faludy György          | 1910         | 2006      | 1998            | alapító    |
| Farkas Árpád           | 1944         | 2021      | 2022            | posztumusz |
| Féja Géza              | 1900         | 1978      | 2021            | posztumusz |
| Fejes Endre            | 1923         | 2015      | 1998            | alapító    |
| Fekete Sándor          | 1927         | 2001      | 1998            |            |
| Ferdinandy György      | 1935         | 2024      | 2024            | posztumusz |
| Ferencz Győző          | 1954         |           | 2019            |            |
| Fodor András           | 1929         | 1997      | 2020            | posztumusz |
| Füst Milán             | 1888         | 1967      | 2000            | posztumusz |
| Galgóczi Erzsébet      | 1930         | 1989      | 2020            | posztumusz |
| Garaczi László         | 1956         |           | 2023            |            |
| Géher István           | 1940         | 2012      | 2021            | posztumusz |
| Gergely Ágnes          | 1933         |           | 2000            |            |
| Gion Nándor            | 1941         | 2002      | 2020            | posztumusz |
| Gombos Gyula           | 1913         | 2000      | 2021            | posztumusz |
| Gyurkó László          | 1930         | 2007      | 1998            | alapító    |
| Gyurkovics Tibor       | 1931         | 2008      | 1998            | alapító    |
| Hajnóczy Péter         | 1942         | 1981      | 2018            | posztumusz |
| Határ Győző            | 1914         | 2006      | 1998            | alapító    |
| Heltai Jenő            | 1871         | 1957      | 2021            | posztumusz |
| Herceg János           | 1909         | 1995      | 2021            | posztumusz |
| Hervay Gizella         | 1934         | 1982      | 2021            | posztumusz |
| Hubay Miklós           | 1918         | 2011      | 1998            | alapító    |
| Illyés Gyula           | 1902         | 1983      | 1998            | posztumusz |
| Jékely Zoltán          | 1913         | 1982      | 2000            | posztumusz |
| Jókai Anna             | 1932         | 2017      | 1998            | alapító    |
| Juhász Ferenc          | 1928         | 2015      | 1998            | alapító    |
| Kalász Márton          | 1934         | 2021      | 2020            |            |
| Kálnoky László         | 1912         | 1985      | 2000            | posztumusz |
| Kántor Péter           | 1949         | 2021      | 2015            |            |
| Kányádi Sándor         | 1929         | 2018      | 1998            | alapító    |
| Karátson Gábor         | 1935         | 2015      | 2021            | posztumusz |
| Kardos G. György       | 1925         | 1997      | 2000            | posztumusz |
| Karinthy Ferenc        | 1921         | 1992      | 2021            | posztumusz |
| Kassák Lajos           | 1887         | 1967      | 2009            | posztumusz |
| Kemény István          | 1961         |           | 2021            |            |
| Kertész Imre           | 1929         | 2016      | 1998            | alapító    |
| Keszthelyi Rezső       | 1933         | 2016      | 2020            | posztumusz |
| Király László          | 1943         |           | 2021            |            |
| Kiss Anna              | 1939         |           | 2020            |            |
| Kodolányi János        | 1899         | 1969      | 2021            | posztumusz |
| Kolozsvári Papp László | 1940         | 2005      | 2020            | posztumusz |
| Konrád György          | 1933         | 2019      | 1998            | alapító    |
| Kormos István          | 1923         | 1977      | 2000            | posztumusz |
| Kornis Mihály          | 1949         |           | 2023            |            |
| Kőrösi Zoltán          | 1962         | 2016      | 2023            | posztumusz |
| Kovács András Ferenc   | 1959         | 2023      | 2008            |            |
| Krasznahorkai László   | 1954         |           | 2004            |            |
| Kuczka Péter           | 1923         | 1999      | 1998            | alapító    |
| Kukorelly Endre        | 1951         |           | 2020            |            |
| Lakatos István         | 1927         | 2002      | 1998            | alapító    |
| Lászlóffy Aladár       | 1937         | 2009      | 1998            | alapító    |
| Lator László           | 1927         | 2023      | 1998            | alapító    |
| Lázár Ervin            | 1936         | 2006      | 1998            | alapító    |
| Lengyel Balázs         | 1918         | 2007      | 1998            |            |
| Lengyel Péter          | 1939         |           | 2018            |            |
| Mándy Iván             | 1918         | 1995      | 1998            | posztumusz |
| Marno János            | 1949         |           | 2017            |            |
| Marsall László         | 1933         | 2013      | 2005            |            |
| Márton László          | 1959         |           | 2021            |            |
| Mécs László            | 1895         | 1978      | 2021            | posztumusz |
| Méray Tibor            | 1924         | 2020      | 1998            | alapító    |
| Mészöly Miklós         | 1921         | 2001      | 1998            | alapító    |
| Moldova György         | 1934         | 2022      | 1998            | alapító    |
| Molnár Ferenc          | 1878         | 1952      | 2021            | posztumusz |
| Mózes Attila           | 1952         | 2017      | 2019            | posztumusz |
| Nádas Péter            | 1942         |           | 1998            | alapító    |
| Nádasdy Ádám           | 1947         |           | 2024            |            |
| Nagy Gáspár            | 1949         | 2007      | 2017            | posztumusz |
| Nagy Lajos             | 1883         | 1954      | 2023            | posztumusz |
| Nagy László            | 1925         | 1978      | 1999            | posztumusz |
| Nemes Nagy Ágnes       | 1922         | 1991      | 1998            | posztumusz |
| Németh László          | 1901         | 1975      | 1998            | posztumusz |
| Nyirő József           | 1889         | 1953      | 2024            | posztumusz |
| Oláh János             | 1942         | 2016      | 2022            | posztumusz |
| Oravecz Imre           | 1943         |           | 2006            |            |
| Orbán Ottó             | 1936         | 2002      | 1998            | alapító    |
| Ottlik Géza            | 1912         | 1990      | 2008            | posztumusz |
| Örkény István          | 1912         | 1979      | 2014            | posztumusz |
| Pályi András           | 1942         |           | 2014            |            |
| Parti Nagy Lajos       | 1953         |           | 1998            | alapító    |
| Papp Tibor             | 1936         | 2018      | 2022            | posztumusz |
| Páskándi Géza          | 1933         | 1995      | 2011            | posztumusz |
| Petri György           | 1943         | 2000      | 1998            | alapító    |
| Pilinszky János        | 1921         | 1981      | 1999            | posztumusz |
| Rába György            | 1924         | 2011      | 1998            |            |
| Rákos Sándor           | 1921         | 1999      | 1998            | alapító    |
| Rakovszky Zsuzsa       | 1950         |           | 1998            | alapító    |
| Remenyik Zsigmond      | 1900         | 1962      | 2022            | posztumusz |
| Rónay György           | 1913         | 1978      | 2021            | posztumusz |
| Sánta Ferenc           | 1927         | 2008      | 1998            | alapító    |
| Sinkó Ervin            | 1898         | 1967      | 2023            | posztumusz |
| Somlyó György          | 1920         | 2006      | 1998            | alapító    |
| Spiró György           | 1946         |           | 1998            | alapító    |
| Sütő András            | 1927         | 2006      | 1998            | alapító    |
| Szabó István           | 1931         | 1976      | 2021            | posztumusz |
| Szabó Lőrinc           | 1900         | 1957      | 1998            | posztumusz |
| Szabó Magda            | 1917         | 2007      | 1998            | alapító    |
| Szakonyi Károly        | 1931         |           | 1998            | alapító    |
| Száraz György          | 1930         | 1987      | 2020            | posztumusz |
| Szathmári Sándor       | 1897         | 1974      | 2023            | posztumusz |
| Szécsi Margit          | 1928         | 1990      | 2020            | posztumusz |
| Szentkuthy Miklós      | 1908         | 1988      | 2013            | posztumusz |
| Szép Ernő              | 1884         | 1953      | 2024            | posztumusz |
| Szilágyi Domokos       | 1938         | 1976      | 2022            | posztumusz |
| Szilágyi István        | 1938         | 2024      | 2010            |            |
| Szőcs Géza             | 1953         | 2020      | 2022            | posztumusz |
| Takács Zsuzsa          | 1938         |           | 2006            |            |
| Takáts Gyula           | 1911         | 2008      | 1998            | alapító    |
| Tamás Gáspár Miklós    | 1948         | 2023      | 2023            | posztumusz |
| Tamás Menyhért         | 1940         | 2025      | 2024            |            |
| Tamási Áron            | 1897         | 1966      | 1999            | posztumusz |
| Tandori Dezső          | 1938         | 2019      | 1998            | alapító    |
| Tatay Sándor           | 1910         | 1991      | 2022            | posztumusz |
| Térey János            | 1970         | 2019      | 2019            | posztumusz |
| Tersánszky Józsi Jenő  | 1888         | 1969      | 1999            | posztumusz |
| Tolnai Ottó            | 1940         | 2025      | 2001            |            |
| Tornai József          | 1927         | 2020      | 2020            | posztumusz |
| Tóth Krisztina         | 1967         |           | 2020            |            |
| Tőzsér Árpád           | 1935         |           | 2020            |            |
| Utassy József          | 1941         | 2010      | 2005            |            |
| Várady Szabolcs        | 1943         |           | 2012            |            |
| Vas István             | 1910         | 1991      | 2015            | posztumusz |
| Vasadi Péter           | 1926         | 2017      | 2018            | posztumusz |
| Végel László           | 1941         |           | 2021            |            |
| Závada Pál             | 1954         |           | 2009            |            |
| Zelk Zoltán            | 1906         | 1981      | 2012            | posztumusz |

## Tiszteletbeli tag
| Név          | Születés éve | Halál éve | Taggá válás éve | Jegyzet |
| ------------ | ------------ | --------- | --------------- | ------- |
| Fried István | 1934         |           | 2024            |         |
| Horváth Iván | 1948         | 2024      | 2023            |         |